# Gracilimesus insignis
Gracilimesus insignis är en kräftdjursart som först beskrevs av Hansen 1916.  Gracilimesus insignis ingår i släktet Gracilimesus och familjen Ischnomesidae. Inga underarter finns listade i Catalogue of Life.